# Грілі (округ, Небраска)
Шаблон:StateAbbr_ 41°34′ пн. ш. 98°31′ зх. д. / 41.56° пн. ш. 98.52° зх. д.
Округ Грілі (англ. Greeley County) — округ (графство) у штаті Небраска, США. Ідентифікатор округу 31077.

## Історія
Округ утворений 1871 року.

## Демографія
За даними перепису
2000 року
загальне населення округу становило 2714 осіб, усе сільське.
Серед мешканців округу чоловіків було 1337, а жінок — 1377. В окрузі було 1077 домогосподарств, 734 родин, які мешкали в 1199 будинках.
Середній розмір родини становив 3,08.
Віковий розподіл населення поданий у таблиці:
| Стать    | До 15 років | 15-21 | 22-29 | 30-39 | 40-49 | 50-65 | 65-85 | Понад 85 |
| -------- | ----------- | ----- | ----- | ----- | ----- | ----- | ----- | -------- |
| Чоловіки | 318         | 109   | 91    | 144   | 194   | 209   | 235   | 37       |
| Жінки    | 271         | 129   | 84    | 153   | 179   | 204   | 278   | 79       |

## Суміжні округи
- Вілер — північ
- Бун — північний схід
- Ненс — південний схід
- Говард — південь
- Шерман — південний захід
- Веллі — захід